# Bihpuria
Bihpuria is een dorp in het district Lakhimpur van de Indiase staat Assam. 

## Demografie
Volgens de Indiase volkstelling van 2001 wonen er 10.867 mensen in Bihpuria, waarvan 53% mannelijk en 47% vrouwelijk is. De plaats heeft een alfabetiseringsgraad van 77%. 